# Leucania respersa
Leucania respersa là một loài bướm đêm trong họ Noctuidae.